# Nick Evans
Nicholas Evans (Newport, Monmouthshire, Zuid-Wales, 1947) is een Brits trombonist in de jazz en progressieve rock.
Evans begon met trombone te spelen toen hij elf was. Hij was actief in een lokale band die traditionele jazz speelde en speelde bop in een club in Cardiff. In 1966 werd hij lid van het New Welsh Jazz Orchestra en had een groep met saxofonist John  Williams. Vanaf 1967 was hij lid van enkele groepen van Graham Collier, waarmee hij te horen is op het album Down Another Road (1969). In die tijd ging hij ook voor het eerst samenwerken met Keith Tippett, Elton Dean en Mark Charig, met wie hij in de jaren erna verschillende groepen had en ook deel uitmaakte van de band Centipede. In 1969 speelde hij met hen in de rockgroep Soft Machine (Evans is te horen op het album Third uit 1970 en Fourth uit 1971). Ook nam hij in die tijd op met King Crimson (het album Lizard, 1970). 
In de jaren zeventig en tachtig werkte hij in de band van de Zuid-Afrikaanse pianist Chris McGregor (de Brotherhood of Breath, 1970-1974) en allerlei bigbands in Londen, zoals Ninesense van Elton Dean, Intercontinental Express van Joe Gallivan, Diamond Express van Dudu Pukwana (1977), Ark van Keith Tippett en Spirits Rejoice van Louis Moholo (1978-1979). Evans (co-)leidde ook zijn eigen bands: Nicra (1977) en Dreamtime (met o.m. Tippett). In de loop van de jaren tachtig speelde Evans nog wel, maar hij gaf de voorkeur aan zijn loopbaan van wiskundeleraar. In 1998 nam hij echter met Dreamtime opnieuw een plaat op.

## Discografie (selectie)
met Nicra:
- Listen/Hear, Ogun, 1977

met Dreamtime:
- Bunny Up, Affinity, 1984
- Zen Fish, Slam Productions, 1998